# Günther Beckstein
Günther Beckstein (født 23. november 1943 i Hersbruck, Bayern, Tyskland) er en tysk politiker, der repræsenterer CSU, og som fra 9. oktober 2007 til oktober 2008 var ministerpræsident i delstaten Bayern.
Beckstein blev student i Nürnberg i 1962 og blev i 1975 ph.d. i jura fra Friedrich-Alexander-Universität Erlangen-Nürnberg og arbejdede som advokat fra 1971 til 1978. 
Hans politiske karriere begyndte som lokalformand for CSU/CDU's ungdomsorganisation Junge Union 1973-1978. I 1974 blev han medlem af Bayerns landdag, og i 1988 blev han delstatens viceindenrigsminister. Han overtog posten som indenrigsminister fra Edmund Stoiber i 1993. I 2001 blev han valgt til viceministerpræsident. I 2005 opnåede han valg til Bundestag, men opgav pladsen, idet han hellere ville fortsætte som bayersk politiker. Efter at Edmund Stoiber i januar 2007 annoncerede, at han ville trække sig som ministerpræsident i efteråret, blev Beckstein valgt som hans afløser efter et kampvalg mod Erwin Huber. 9. oktober valgte landdagen ham som ny ministerpræsident.
| Efterfulgte: Edmund Stoiber | Bayerns statsminister 2007-2008 | Efterfulgtes af: Horst Seehofer |